# Pussy Galore (groupe)
Pour le personnage de l'univers de James Bond, voir Pussy Galore (James Bond).
Pussy Galore est un groupe de noise rock américain, originaire de Washington D.C.. Formé en 1985, le personnel est très fluctuant jusqu'à sa séparation en 1990. Leur style musical, « chahut métallique et impie », est rapprochée de celle de groupes emblématiques comme Sonic Youth et exerce une large influence sur l'avant-garde bruitiste de leur temps.
La démarche iconoclaste et provocatrice du groupe est, par exemple, illustrée par le titre de l'une de ses chansons, Eric Clapton Must Die (« Eric Clapton doit mourir »).

## Biographie
Le groupe est formé en 1985 à Washington D.C.. La première mouture du groupe se compose du guitariste et chanteur Jon Spencer, de la guitariste Julie Cafritz et du batteur John Hammill, mais cette formation est sujette à des changements dans les années suivantes.
Le groupe remplace Hammill avec l'ancien batteur des Sonic Youth, Bob Bert. Ils publient ensuite une cassette audio en version limitée, et leur reprise du morceau Exile on Main Street des Rolling Stones.
En septembre 1987, les Pussy Galore enregistrent leur premier album sur un autre label, Right Now! chez Caroline Records. Peu après la sortie de Right Now!, Hagerty quitte le groupe et est remplacé par Kurt Wolf, qui après la sortie de l'EP Sugarshit Sharp partira pour se joindre au groupe Loudspeaker. Sugarshit Sharp est sans doute mieux connu pour son interprétation garage rock du classique danse/industriel Yu-Gung d'Einstürzende Neubauten. Pussy Galore utilise le sampling dans sa musique, issu de morceaux notables comme Don't Believe the Hype du groupe de hip-hop Public Enemy. F.M. Einheit, membre des Neubauten, expliquera avoir été assez impressionné par leur reprise.
Cristina Martinez, compagne de Jon Spencer à l'époque (ils se sont mariés depuis), officie aussi trois mois dans Pussy Galore. Elle y tient le rôle de troisième guitariste, alors qu'elle ne savait qu'à peine jouer de la guitare. Sa présence crée d'énormes tensions au sein du groupe. Elle déclare d'ailleurs à ce sujet : « Julie et moi nous bagarrions sans cesse pour avoir l'attention de Jon, Julie par rapport au groupe et à la musique, et moi pour des raisons sentimentales ». Cristina quitte finalement le groupe au bout de trois mois, d'abord pour rejoindre The Honeymoon Killers, puis pour fonder le sien Boss Hog qui fera participer Jon Spencer qui, lui, fondera parallèlement Jon Spencer Blues Explosion avec lequel il connaîtra la consécration.
Kurt Wolf joue dans Pussy Galore, ce qui lui permet de connaître Cristina Martinez et d'être recruté pour jouer au sein de Boss Hog, après la séparation de Pussy Galore, celle-ci étant intervenue peu de temps après le départ de Cristina Martinez, pour d'obscures raisons financières.

## Discographie

### Albums studio
- 1987 : Right Now! (Caroline ; réédité en 1998 par Matador/Mute Records)
- 1989 : Dial 'M' for Motherfucker (aussi appelé New Album By Pussy Galore) (Caroline, produit par Steve Albini, l'édition CD contenait Sugarshit Sharp EP ; réédité en 1998 Matador/Mute sans le maxi 45 tours)
- 1990 : Historia De La Música Rock (Caroline)

### Album live
- 1998 : Live: In the Red (dernier concert, enregistré au CBGB's ; In the Red)

### Cassette
- 1986 : Exile on Main Street

### EP
- 1985 : Feel Good About Your Body (7")
- 1986 : Groovy Hate Fuck (Shove)
- 1986 : Pussy Gold 5000 (Shove)
- 1987 : Groovy Hate Fuck (Feel Good About Your Body) (Vinyl Drip Records ; compilation anglaise des premières éditions
- 1988 : Sugarshit Sharp (Caroline ; réédité en 1998 par Matador/Mute Records avec un titre bonus)
- 1992 : Corpse Love: the First Year (Caroline)